# Canudos
Canudos est une municipalité brésilienne de l'État de Bahia et la Microrégion d'Euclides da Cunha.
La ville est connue pour la guerre de Canudos qui s'y est tenue à la fin du XIXe siècle.